# Județul Râmnicu-Sărat (interbelic)
Județul Râmnicu Sărat a fost o unitate administrativă de ordinul întâi din Regatul României, aflată în regiunea istorică Muntenia. Reședința județului era orașul Râmnicu Sărat.

## Întindere

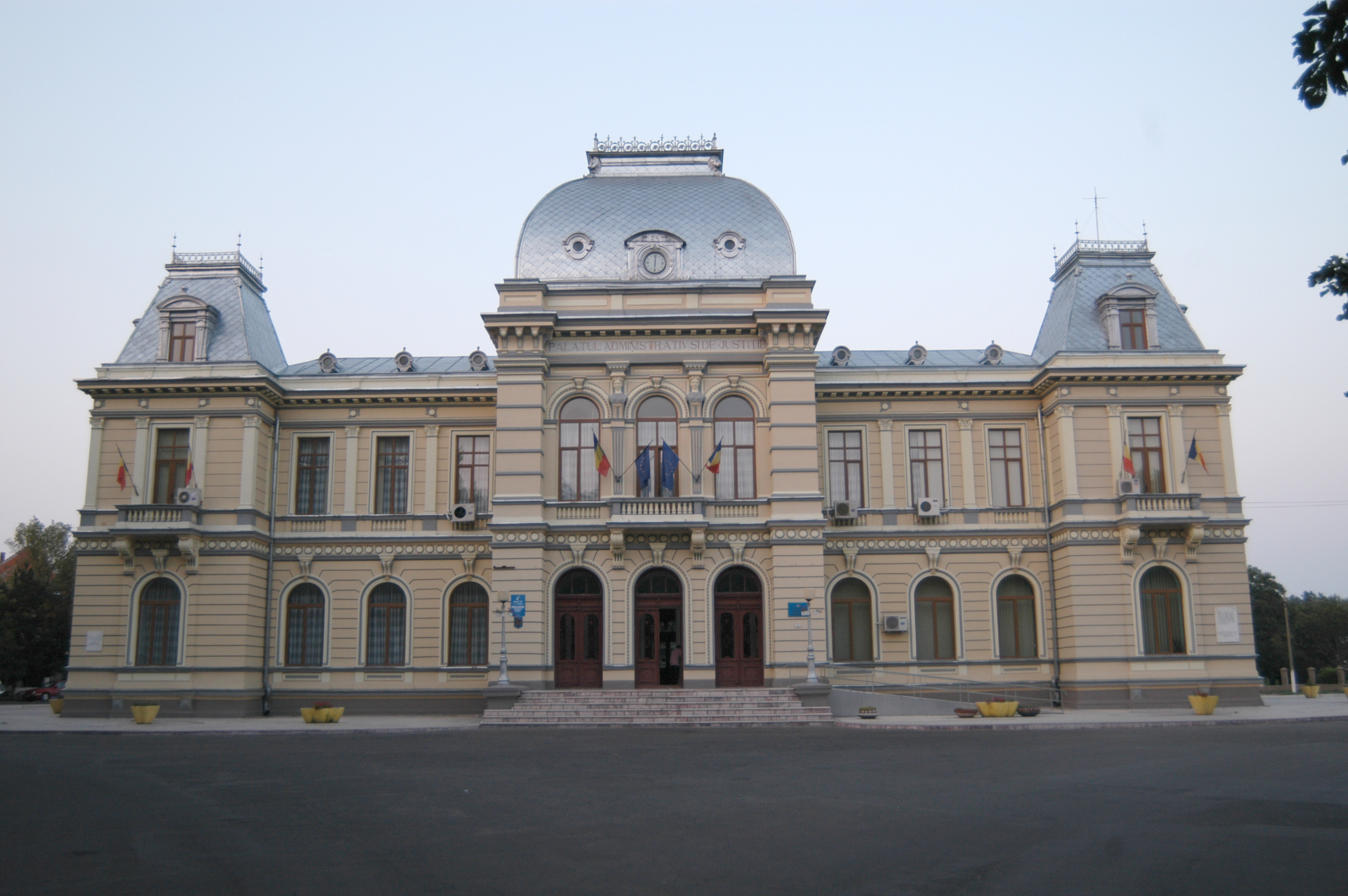
Clădirea Prefecturii județului Râmnicu Sărat din perioada interbelică. Clădirea-monument istoric, construită în anul 1898 și situată pe Str. Nicolae Bălcescu nr. 1, a fost ridicată după planurile arhitecților Filip Xenopol și Constantin Băicoianu, iar în prezent este sediul Primăriei municipiului Râmnicu Sărat.

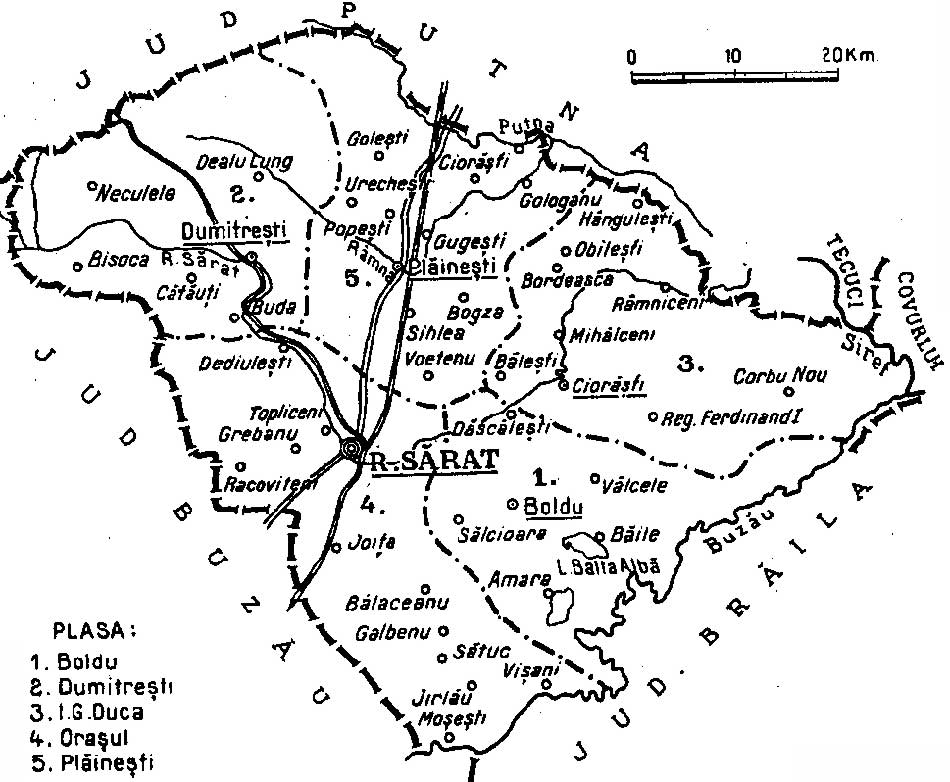
Harta județului, cu dispunerea și denumirea plășilor, în anul 1938.

Județul se afla în partea central-sud-estică a României Mari, în nord-estul regiunii Muntenia. Actualmente mare parte din teritoriul lui face parte din județul Buzău, cu excepția părții de nord, care face parte din județul Vrancea, și a părții de est, care intră în componența județului Brăila. Județul se învecina la nord cu județul Putna (parțial peste râul Milcov), la est cu județele Tecuci și Covurlui (cu ambele peste râul Siret), la sud-est cu județul Brăila (peste râul Buzău), iar la vest cu județul Buzău.

## Istoric
Județul Slam Râmnic (vechiul nume al Râmnicului-Sărat) datează din perioada organizării medievale a Țării Românești. La început, reședința județului a fost orașul Focșanii Munteni, aflat pe malul drept al Milcovului ce-l separa de orașul care aparținea Moldovei. În 1542, când Imperiul Otoman a anexat Brăila și zona învecinată ei, transformând-o în raia, județul Slam Râmnic a primit restul teritoriului administrat anterior de Brăila. În 1862, odată cu efectuarea unificării politice a Țării Românești cu Moldova, reședința județului a fost mutată la Râmnicu Sărat, deoarece era un târg mai mare situat în centrul județului, care a primit atunci și numele de Râmnicu Sărat, după noua reședință; Focșanii Munteni a fost unit și el cu partea moldovenească, devenind reședința județului Putna. Imobilele din Râmnicu Sărat în care au funcționat instituțiile județene au fost achiziționate și dotate corespunzător până la 1900.
Județul a fost desființat în 1950, zona sa sudică, inclusiv orașul de reședință, a fost inclusă în regiunea Buzău, care la rândul ei a fost inclusă după doi ani în regiunea Ploiești, regiuni în care a constituit raionul Râmnicu Sărat; cea mai mare parte din nordul județului a trecut la regiunea Putna și apoi succesiv la regiunea Bârlad; o mică parte din zona de est (de-a lungul malului stâng al Buzăului, până la vărsarea acestuia în Siret, a trecut la regiunea Galați. Zonele nordice au trecut și ele la rândul lor în 1960 la aceeași regiune Galați, ca și estul. În 1968, s-a revenit la organizarea pe județe, dar județul Râmnicu Sărat nu a mai fost înființat, teritoriul său fiind de atunci împărțit între județele Buzău (orașul Râmnicu Sărat și zonele sudice), Vrancea (partea de nord și nord-est) și Brăila (partea estică).

## Organizare
La sfârșitul secolului al XIX-lea, conform Marelui Dicționar Geografic al României, județul era împărțit în șapte plăși:
1. Plasa Râmnicul, cu reședința la Dumitrești, cu comunele Jitia, Bisoca, Dumitrești, Chiojdeni, Buda, Dănulești, Dealu Lung și Valea Salciei;
2. Plasa Orașul (nordul extrem, în jurul orașului Focșani, fostă reședință înainte de 1859), cu reședința la Cotești, cu comunele: Andreiași, Blidari, Bonțești, Budești, Broșteni, Câmpineanca, Cârligi, Cotești, Golești, Faraoanele, Odobasca, Risipiți și Vârteșcoiu;
3. Plasa Grădiștea, cu reședința la Grădiștea de Sus, cu comunele: Amara, Balta Albă, Boldu, Câineni, Domnița, Gradiștea de Jos, Gradiștea de Sus, Măcrina, Puiești, Racovița, Ștubeiu;
4. Plasa Râmnicul de Sus, cu reședința la Râmnicu Sărat, cu comunele Băbeni, Bălțați, Câmpulungeanca, Dedulești, Grebănu, Jideni, Mărgăritești, Obidiți, Pardoși, Putreda, Racovițeni, Zgârciți și Valea Raței;
5. Plasa Marginea de Sus, cu reședința la Plăinești, cu comunele Bogza, Boidești, Dragosloveni, Gologanu, Lacul lui Baban, Plăinești, Popești, Sihlea, Slobozia, Slobozia Ciorăști, Tâmboești și Voetin;
6. Plasa Râmnicul de Jos, cu reședința la Bălăceanu, cu comunele Bălăceanu, Costienii de Jos, Costienii Mari, Drogu, Galbenu, Ghergheasa, Jirlău, Nisipuri, Sălcioara, Slobozia, Socariciu și Vișani;
7. Plasa Marginea de Jos, cu reședința la Măicănești, cu comunele Bălești, Ciorăști, Corbu, Gulianca, Hângulești, Măicănești, Maluri, Mărtinești, Măxineni, Obilești, Râmniceni, și Slobozia-Mihălceni.

În anul 1930, teritoriul județului era împărțit din punct de vedere administrativ în trei plăși:
1. Plasa Câmpul (în partea de sud),
2. Plasa Dealul (în partea de nord) și
3. Plasa Muntele (în partea de vest).

După reorganizarea administrativ-teritorială a județului, în anul 1938, acesta conținea cinci plăși:
1. Plasa Dumitrești (în partea de nord-vest, cu reședința la Dumitrești),
2. Plasa Plăinești (în partea de nord, cu reședința la Plăinești),
3. Plasa I.G. Duca (în partea de est, cu reședința la Ciorăști),
4. Plasa Boldu (în partea de sud-vest, cu reședința la Boldu) și
5. Plasa Orașul (în partea de sud, cu reședința la Râmnicu Sărat).

## Populație
Conform datelor recensământului din 1930 populația județului era de 184.956 locuitori, dintre care 96,3% români, 2,7% țigani, 0,6% evrei ș.a. Sub aspect confesional populația județului era formată din 98,9% ortodocși, 0,6% mozaici, 0,1% romano-catolici ș.a.

### Mediul urban
În anul 1930 populația urbană a județului era de 15.007 locuitori, dintre care 89,2% români, 6,9% evrei, 1,5% țigani, 1,0% maghiari ș.a. Din punct de vedere confesional orășenimea era alcătuită din 91,3% ortodocși, 6,9% mozaici, 0,8% romano-catolici ș.a.

## Materiale documentare

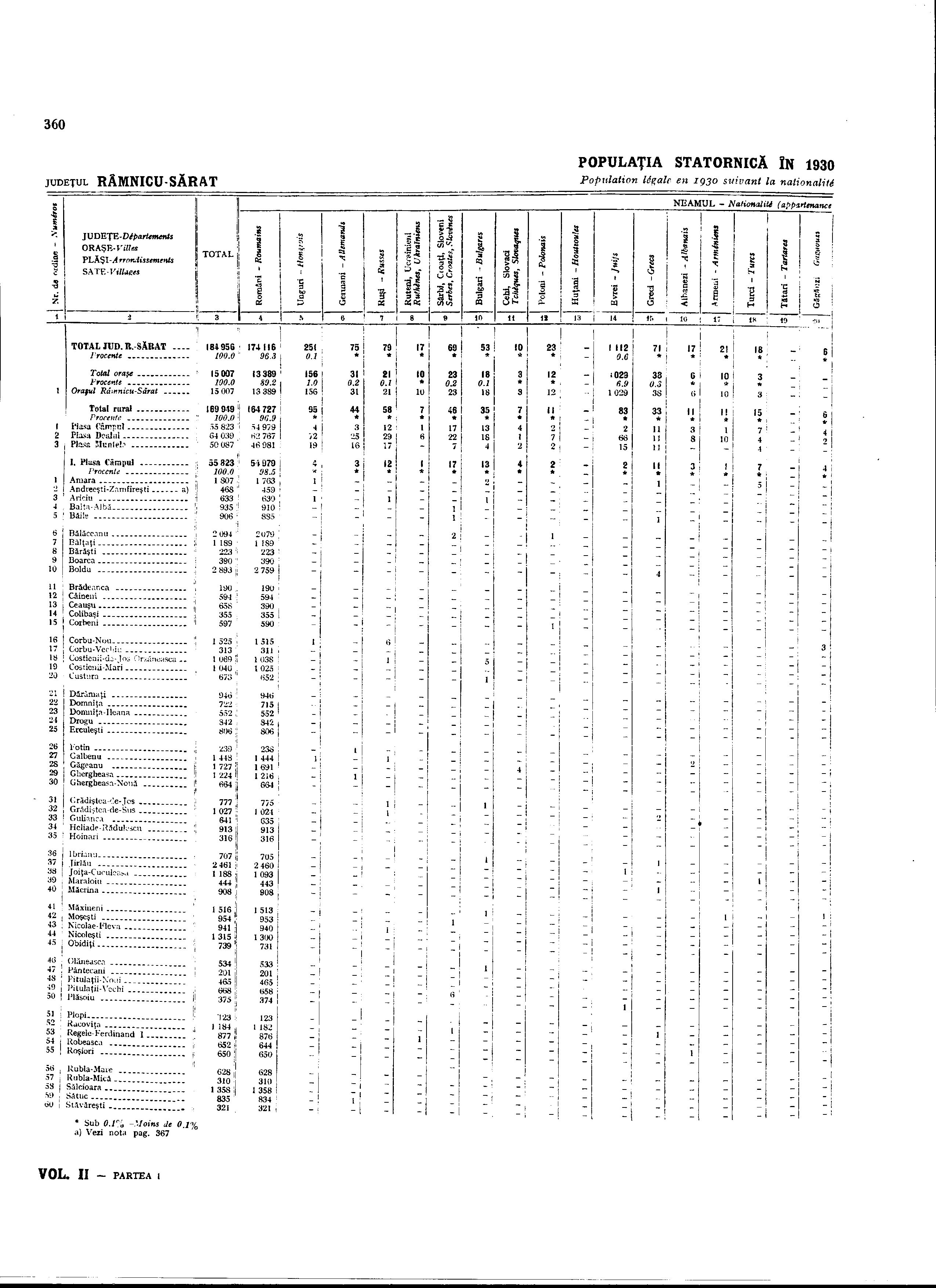
Populația județului în anul 1930, după etnie și limbă maternă
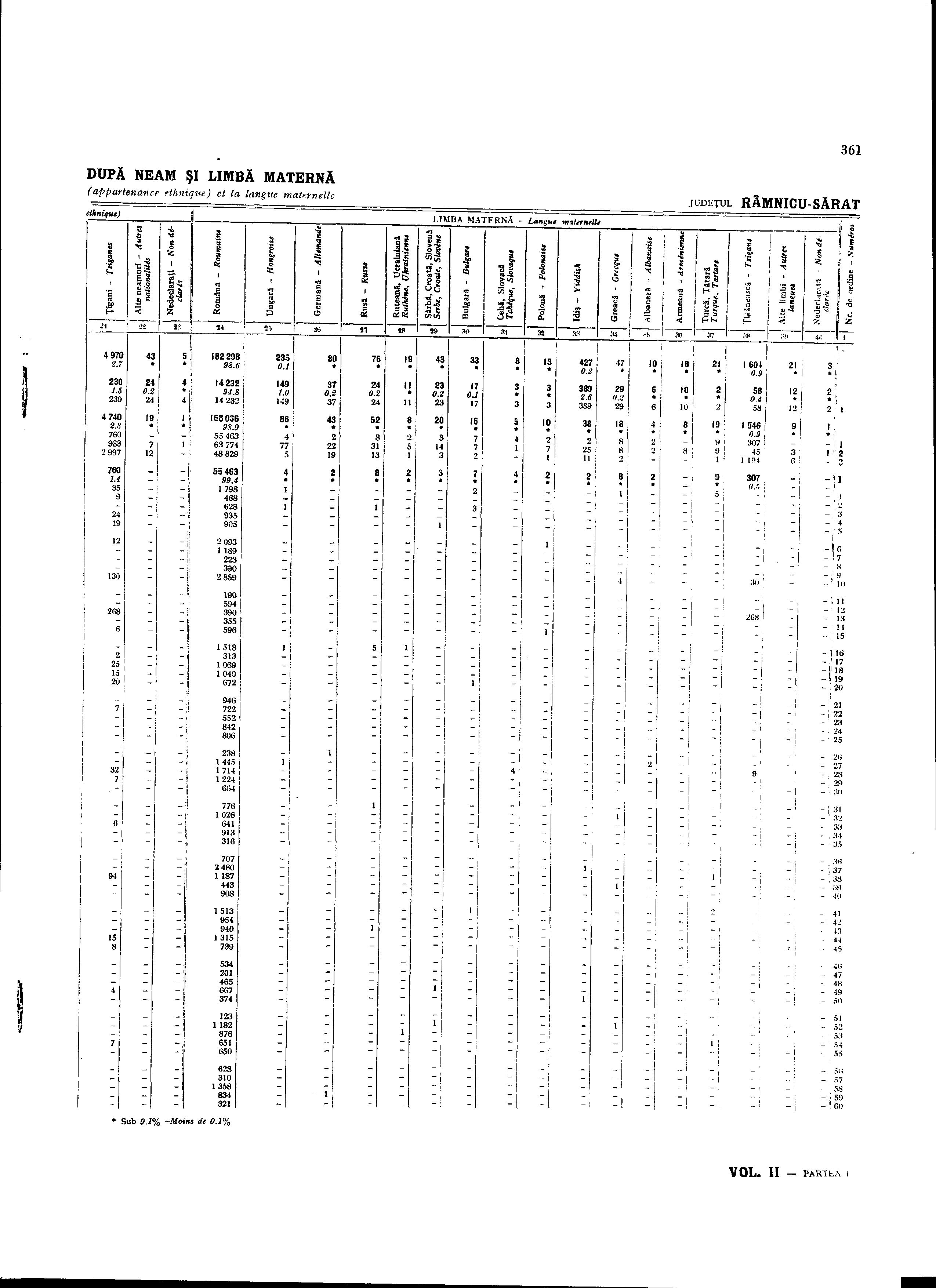
Populația județului în anul 1930, după etnie și limbă maternă